# 卡哈爾雷克
卡哈爾雷克（羅馬化：Kaharlyk：或译为卡加尔雷克）是乌克兰基辅州奧布希夫區卡哈尔雷克市镇内的城市及该市镇的行政中心，2020年7月18日前为卡哈爾雷克區的行政中心。該市距離首都基輔68公里，面積21平方公里，海拔高度159米，2022年人口数量为13,133人。

## 图集

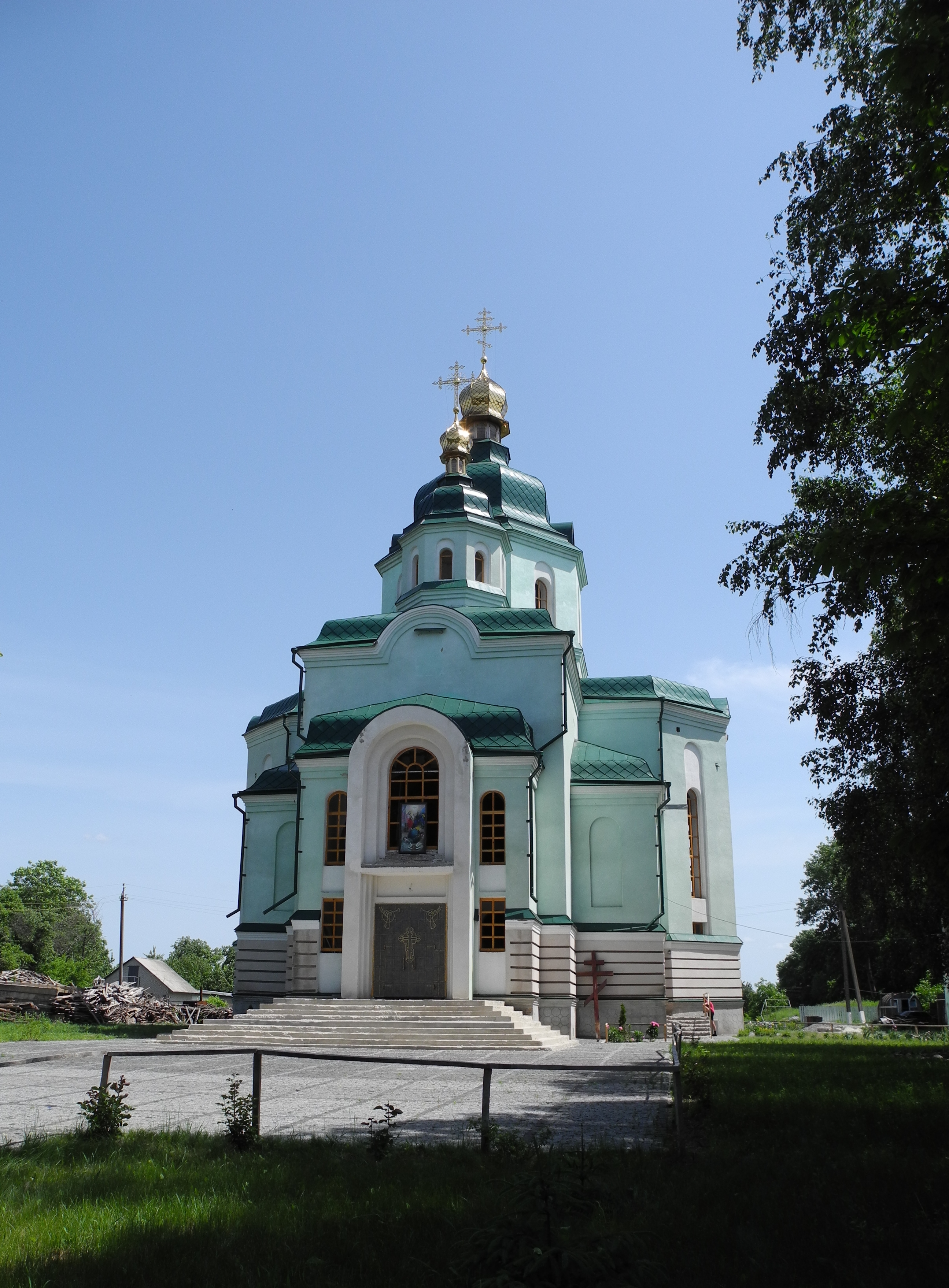
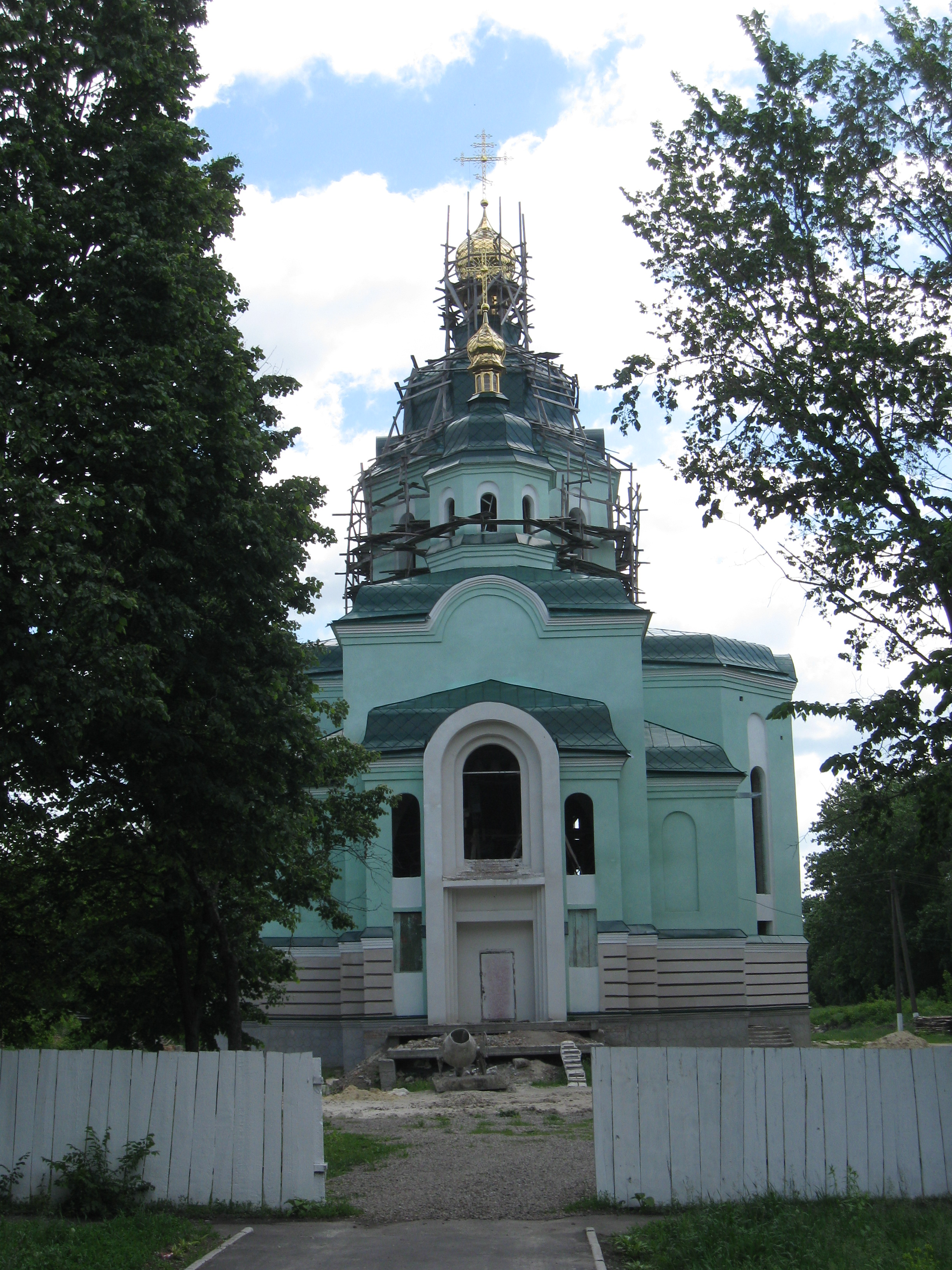